# Aaron Eckhart
Pour les articles homonymes, voir Eckhart.
Aaron Eckhart est un acteur, réalisateur et producteur américain né le 12 mars 1968 à Cupertino, en Californie. Né à Cupertino, Californie, Eckhart a déménagé au Royaume-Uni à un âge précoce. Il a commencé sa carrière d'acteur en jouant dans des pièces de théâtre à l'école, avant de déménager en Australie pour sa dernière année de lycée. Il a quitté le lycée sans diplôme, mais a obtenu un diplôme dans le cadre d'un cours de formation professionnelle, puis est diplômé de Brigham Young University (BYU) dans l'Utah, États-Unis, en 1994 avec un Bachelor of Fine Arts  diplôme en cinéma.
En tant qu'étudiant de premier cycle à BYU, Eckhart a rencontré le réalisateur et écrivain Neil LaBute, qui a choisi Eckhart dans plusieurs des pièces originales de LaBute. Cinq ans plus tard, Eckhart a fait ses débuts en tant que coureur de jupons mielleux et sociopathe dans la comédie noire de LaBute En compagnie des hommes (1997), suivi d'apparitions dans trois autres films du réalisateur.
Eckhart a acquis une large reconnaissance en tant que George dans Erin Brockovich (2000) et, en 2006, il a reçu une nomination au Golden Globe pour son interprétation de Nick Naylor dans Thank You for Smoking. En 2008, il a joué un rôle majeur dans le film à succès Batman de Christopher Nolan The Dark Knight en tant que procureur de district Harvey Dent/Two-Face.
Il a continué à apparaître dans Coup de foudre à Seattle, World Invasion: Battle Los Angeles, Rhum express, Olympus Has Fallen et sa suite, et Midway.

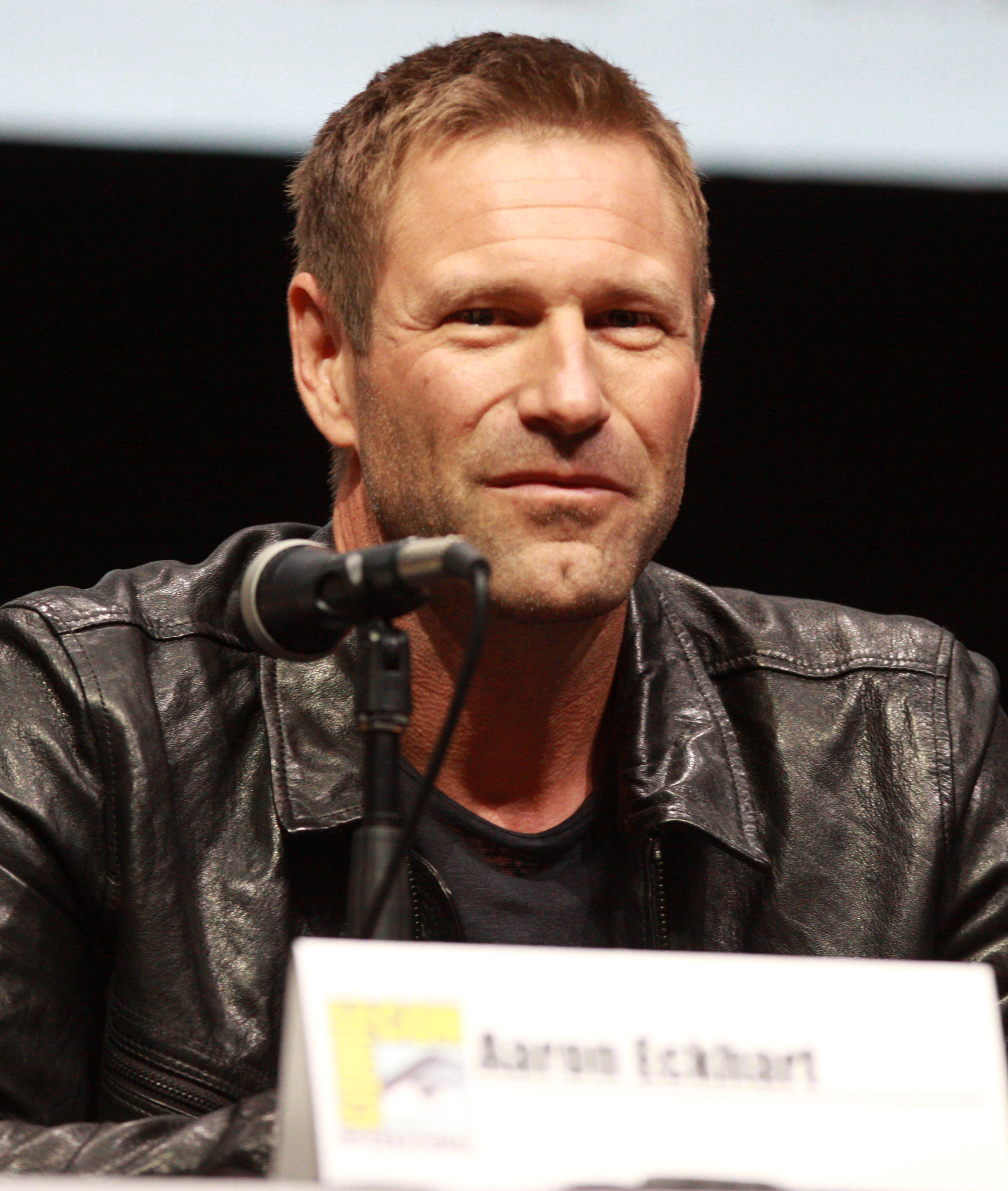
Aaron Eckhart au Comic-Con International de San Diego en Californie le 20 juillet 2013.

## Biographie
Aaron Edward Eckhart est né à Cupertino, en Californie, il est le fils de Mary Martha Eckhart (née Lawrence), auteure de livres pour enfants et de James Conrad Eckhart, informaticien.
Il est l’aîné de trois frères, son père a des origines allemandes, et sa mère est d'origine écossaise.
Aaron Eckhart commence sa carrière artistique en étudiant le théâtre à la Brigham Young University. Après ses études, Aaron Eckhart part s'installer à New York où il entame une activité théâtrale intense. En 1997, son ami Neil LaBute lui offre son premier rôle sur grand écran dans En compagnie des hommes. Le film est un succès, et sa composition subtile de cadre sadique lui vaut plusieurs distinctions, dont un Golden Satellite Award. Il devient l'un des acteurs fétiches de Neil LaBute.

## Vie privée
Mormon de confession, il fut missionnaire dans sa jeunesse en Suisse et en France durant deux ans pour l'Église de Jésus-Christ des saints des derniers jours. Il eut une relation avec Emily Cline vue dans En compagnie des hommes, avec Kristyn Osborn du groupe SheDaisy, avec la consultante en stratégie Ashley Wicks, et enfin, en 2009, avec Molly Sims connue pour son rôle de Delinda Deline dans la série Las Vegas.

## Filmographie

### Années 1990
- 1993 : Le Triomphe des innocents (Slaughter of the Innocents) de James Glickenhaus : Ken Renyolds
- 1997 : En compagnie des hommes (In the Company of Men) de Neil LaBute : Chad
- 1998 : Entre amis et voisins (Your Friends & Neighbors) de Neil LaBute : Barry
- 1999 : Molly de John Duigan : Buck McKay
- 1999 : C'est pas mon jour ! (Thursday) de Skip Woods : Nick
- 1999 : L'Enfer du dimanche (Any Given Sunday) d'Oliver Stone : Nick Crozier

### Années 2000
- 2000 : Nurse Betty de Neil LaBute : Del Sizemore
- 2000 : Erin Brockovich, seule contre tous (Erin Brockovich) de Steven Soderbergh : George
- 2001 : The Pledge de Sean Penn : Stan Krolak
- 2002 : Possession de Neil LaBute : Roland Michell
- 2003 : Fusion (The Core) de Jon Amiel : Le docteur Josh Keyes
- 2004 : Paycheck de John Woo : James Rethrick
- 2004 : Les Disparues (The Missing) de Ron Howard : Brake Baldwin
- 2004 : Suspect Zero d'E. Elias Merhige : Thomas Mackelway
- 2005 : Neverwas de Joshua Michael Stern : Zach Riley
- 2006 : Thank You for Smoking de Jason Reitman : Nick Naylor
- 2006 : The Wicker Man de Neil LaBute : un client du restaurant routier (caméo)
- 2006 : Conversation(s) avec une femme (Conversations with Other Women) de Hans Canosa : L'homme
- 2006 : Le Dahlia noir (The Black Dahlia) de Brian de Palma : Lee Blanchard
- 2007 : Tabou(s) (Towelhead) d'Alan Ball : M. Vuoso
- 2007 : Le Goût  de la vie (No Reservations) de Scott Hicks : Nick
- 2008 : Meet Bill de Bernie Goldmann et Melisa Wallack : Bill Anderson
- 2008 : The Dark Knight : Le Chevalier noir (The Dark Knight) de Christopher Nolan : Harvey Dent/Double-Face
- 2009 : Coup de foudre à Seattle (Love Happens) de Brandon Camp : Burke Ryan

### Années 2010
- 2011 : World Invasion: Battle Los Angeles (Battle: Los Angeles) de Jonathan Liebesman : Le sergent-chef Michael Nantz
- 2011 : Rabbit Hole de John Cameron Mitchell : Howie Corbett
- 2011 : Rhum express (The Rum Diary) de Bruce Robinson : Sanderson
- 2012 : The Expatriate de Philipp Stölzl : Ben Logan
- 2013 : La Chute de la Maison Blanche (Olympus Has Fallen) d'Antoine Fuqua : Le président des États-Unis Benjamin Asher
- 2014 : I, Frankenstein de Stuart Beattie : Adam Frankenstein
- 2015 : My All American d'Angelo Pizzo : Darrell Royal
- 2016 : La Chute de Londres (London Has Fallen) de Babak Najafi : Le président des États-Unis Benjamin Asher
- 2016 : Sully de Clint Eastwood : Jeff Skiles
- 2016 : K.O. - Bleed for This (Bleed for This) de Ben Younger : Kevin Rooney
- 2016 : Incarnate de Brad Peyton : Docteur Seth Ember
- 2019 : Midway de Roland Emmerich : James H. Doolittle
- 2019 : Wander d'April Mullen : Arthur Bretnik
- 2019 : 64 minutes chrono (Line of Duty)  de Steven C. Miller : Frank Penny

### Années 2020
- 2023 : Ambush de Mark Earl Burman : capitaine Drummond
- 2023 : Muzzle de John Stalberg Jr. : Jake Rosser
- 2023 : Rumble Through the Dark de Graham Phillips and Parker Phillips : Jack Boucher
- 2024 : The Bricklayer de Renny Harlin : Vail
- 2024 : Chief of Station de Jesse V. Johnson : Ben Malloy
- 2024 : The Spy Code (Classified) de Roel Reiné : Evan Shaw
- 2025 : Deep Water de Renny Harlin
- 2025 : Muzzle: City of Wolves de John Stalberg Jr.
- 2025 : Thieves Highway de Jesse V. Johnson

### Télévision
- 1992 : Illégitime défense (Double Jeopardy) de Lawrence Schiller : Dwayne
- 2018 : The Romanoffs
- 2022 : The First Lady : Gerald Ford

## Distinctions

### Nominations
- 1997 : Festival du film de Taormine du meilleur acteur dans une comédie dramatique pour En compagnie des hommes (1997).
- 11e cérémonie des Chicago Film Critics Association Awards 1998 : Acteur le plus prometteur dans une comédie dramatique pour En compagnie des hommes (1997).
- 1998 : Online Film & Television Association Awards du meilleur espoir dans une comédie dramatique pour En compagnie des hommes (1997).

### Récompenses
- 1998 : Film Independent Spirit Awards du meilleur espoir dans une comédie dramatique pour En compagnie des hommes (1997).
- 2e cérémonie des Satellite Awards 1998 : Révélation de l'année dans une comédie dramatique pour En compagnie des hommes (1997).

## Voix francophones
En version française, Aaron Eckhart n'a pas de comédien attitré. Constantin Pappas et Guillaume Orsat l'ont doublé à six reprises tandis que Philippe Vincent et Joël Zaffarano lui ont prêté leurs voix à cinq occasions.
Au Québec, Daniel Picard est la voix régulière de l'acteur.
En France
| - Constantin Pappas dans : - The Dark Knight : Le Chevalier noir - La Chute de la Maison Blanche - La Chute de Londres - Bleed for This - Sully - The Romanoffs (série télévisée) - Guillaume Orsat dans : - En compagnie des hommes - Entre amis et voisins - Fusion - Suspect Zero - Coup de foudre à Seattle - Wander - Philippe Vincent dans : - L'Enfer du dimanche - Possession - Meet Bill - Le Goût de la vie - The First Lady (mini-série) | - Joël Zaffarano dans : - Erin Brockovich, seule contre tous - The Pledge - Les Disparues - Rhum express - Midway - Jérôme Keen dans : - The Expatriate - My All American - The Spy Code - Éric Herson-Macarel dans : - Le Dahlia noir - I, Frankenstein Et aussi - Jean-Pierre Michaël dans Molly - Emmanuel Karsen dans Nurse Betty - Bruno Dubernat (*1962 - 2022) dans Paycheck - Dimitri Rataud dans Conversation(s) avec une femme - Pierre Tessier dans Thank You for Smoking - Franck Dacquin dans Rabbit Hole - Serge Biavan dans World Invasion: Battle Los Angeles - Pierre Lognay dans Incarnate - Nicolas Matthys dans The Bricklayer - Jean-Michel Vovk dans Chief of Station (en) |

Au Québec
- Daniel Picard[6] dans :
  - Garde Betty
  - The Pledge
  - Erin Brockovich
  - Le Royaume imaginaire
  - La petite Arabe
  - Table pour trois
  - Le Chevalier noir
  - Mission : Los Angeles
  - Rhum Express
  - Moi, Frankenstein
  - Sully

- Pierre Auger dans :
  - Le Dahlia noir
  - Assaut sur la Maison-Blanche
  - Assaut sur Londres
  - Midway

Et aussi
- François Godin dans Les Héros du dimanche
- Marc-André Bélanger dans Au cœur de la Terre
- Frédéric Paquet dans Quand arrive l'amour
- Benoît Gouin dans Trou noir

## Galerie photos

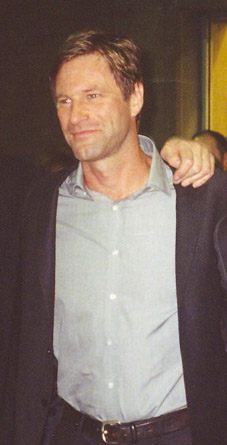
Aaron Eckhart au Festival international du film de Toronto en 2005.
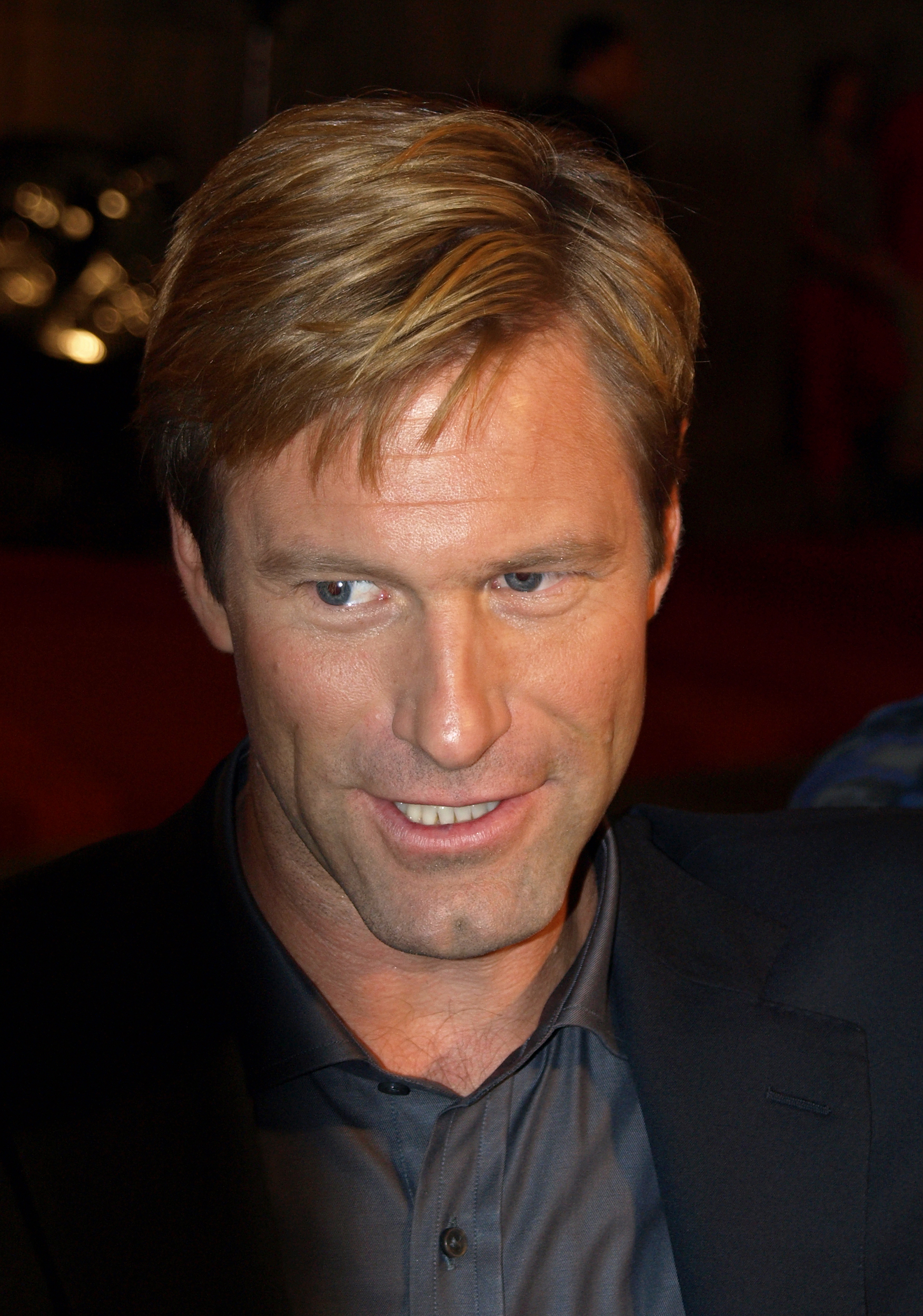
Aaron Eckhart à la première du film The Dark Knight à Barcelone le 23 juillet 2008
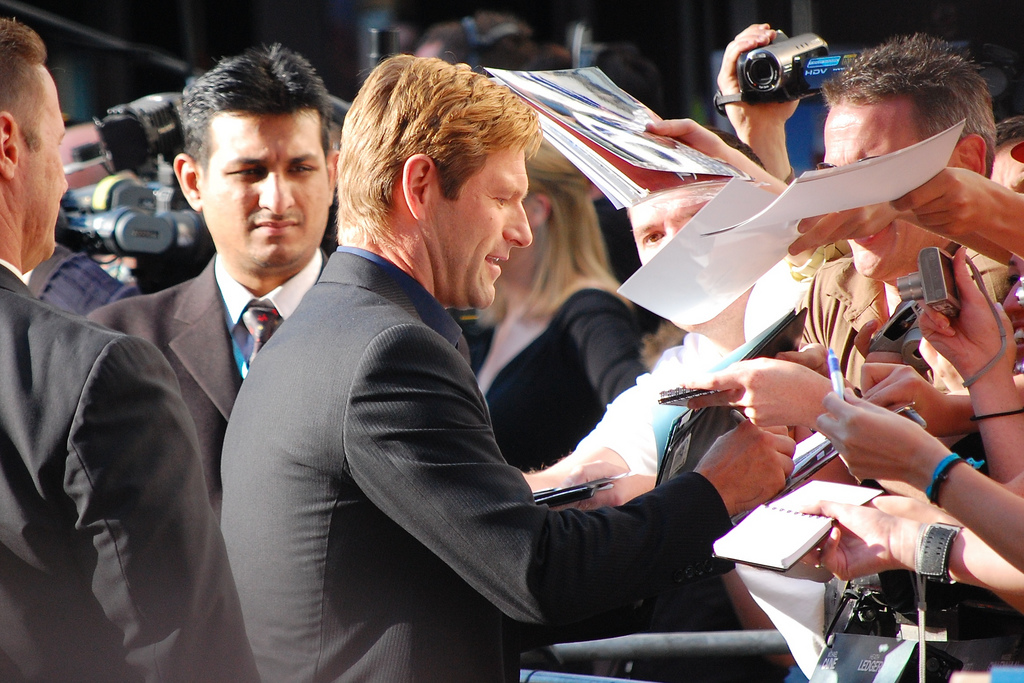
Aaron Eckhart signe des autographes à la première européenne du film The Dark Knight en 2008.
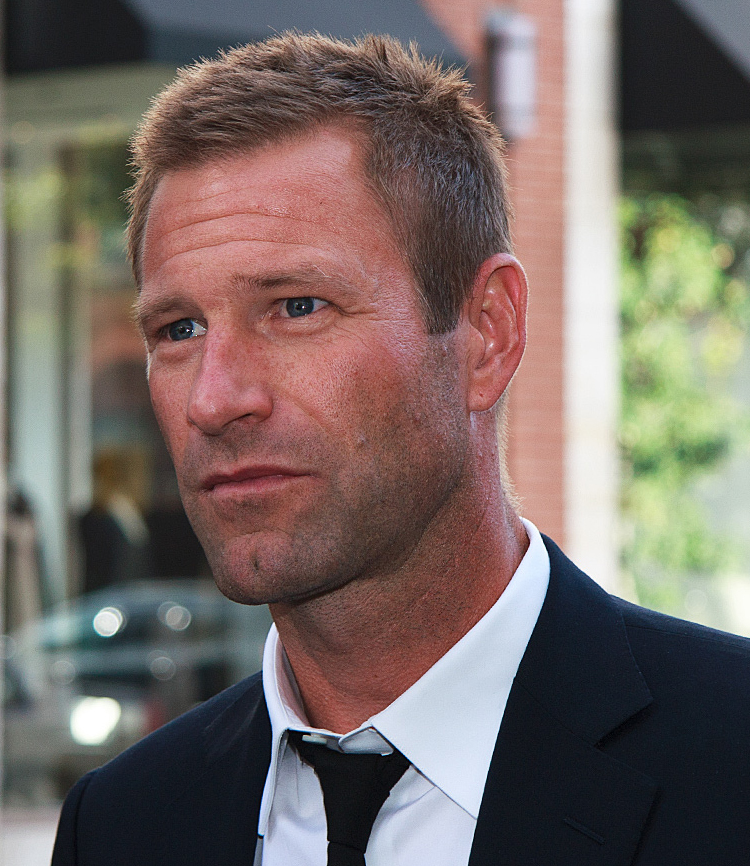
Aaron Eckhart au Festival international du film de Toronto en 2010.
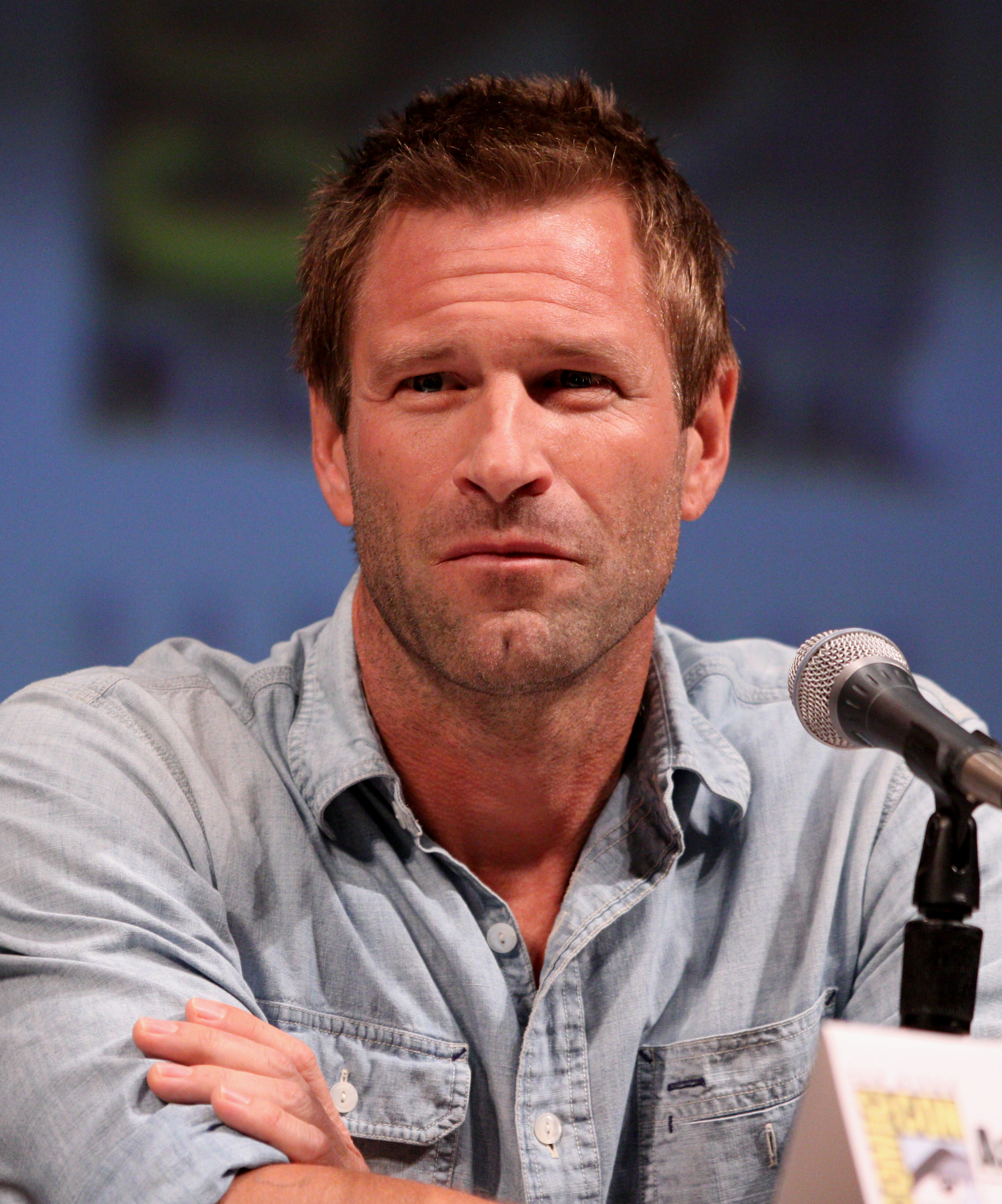
Aaron Eckhart au San Diego Comic-Con en juillet 2010.
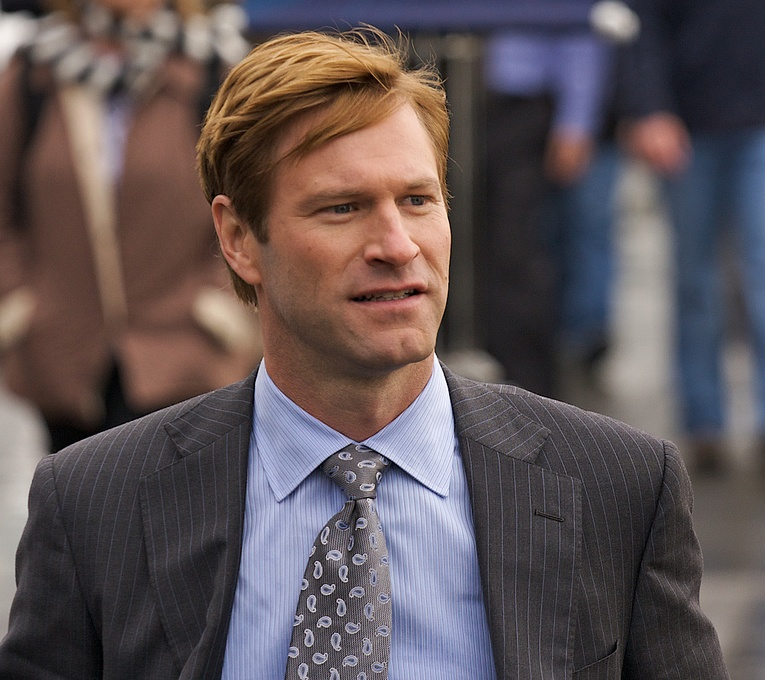
Aaron Eckhart à la première du film Love Happens en 2008.